# Stanisław Samostrzelnik

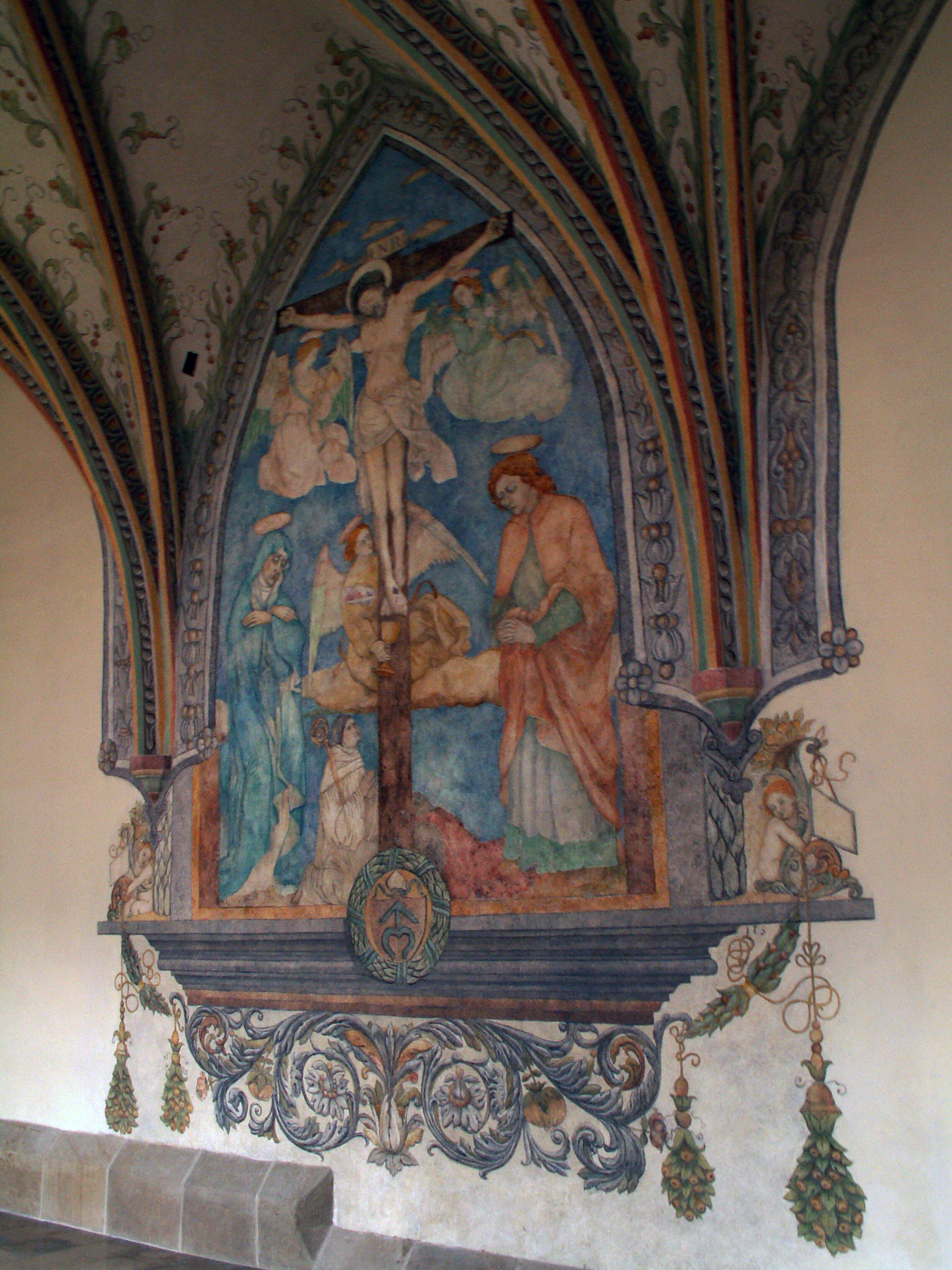
Ukrzyżowanie polichromia, Opactwo Cystersów w Mogile, Kraków

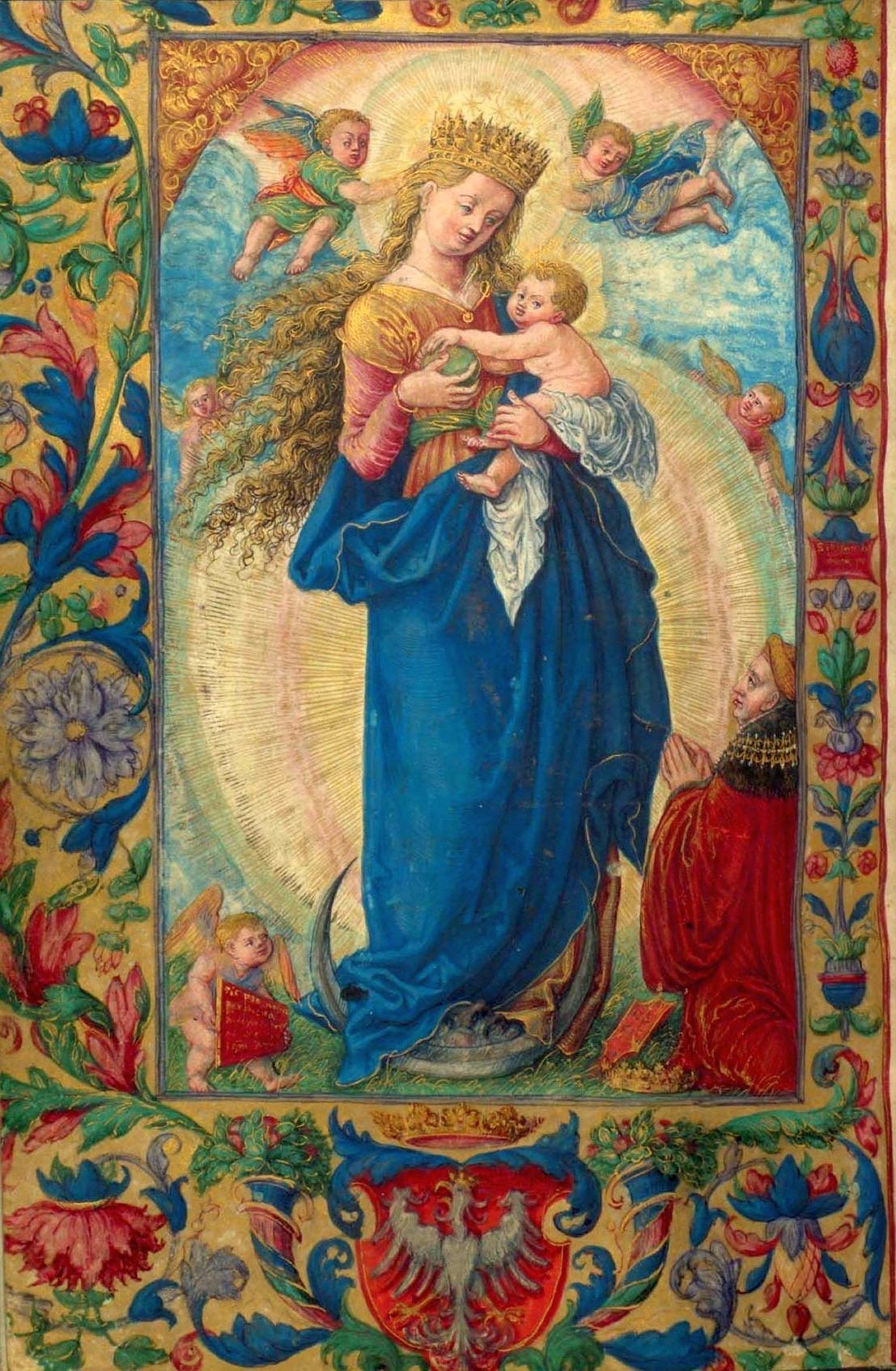
Miniatura z modlitewnika króla Zygmunta Starego

Stanisław Samostrzelnik, a. Stanisław z Mogiły, łac. Stanislaus Claratumbensis (ur. ok. 1480 w Krakowie, zm. 1541 tamże) – polski malarz, iluminator i miniaturzysta, cysters. Jego twórczość przypadająca na rozwój renesansu nawiązuje jeszcze do tradycji gotyckiej, dzięki czemu zalicza się ją do tzw. stylu miękkiego.

## Życiorys
Samostrzelnik pochodził z jednej z wielu rodzin mieszczańskich Krakowa o tym samym nazwisku. Wywodziło się ono z oznaczającego w dawnym języku polskim zawodu rzemieślniczego – wyrobników kusz i łuków. Stąd przypuszcza się, że Stanisław Samostrzelnik był synem Piotra i Anny, którzy mieszkali w krakowskim dworcu opata Koprzywnicy. Samostrzelnik, po zdaniu niezbędnych egzaminów, wstąpił do zakonu cystersów w podkrakowskiej Mogile. Dzięki protekcji opata szybko zdobył w tym zgromadzeniu eksponowane stanowisko klasztornego iluminatora.
Pierwsza w pełni sprawdzona informacja chronologiczna pojawia się w 1506 r. Samostrzelnik podjął się wówczas pracy nad udekorowaniem polichromiami klasztornych sklepień. Od tego czasu posługiwał się nowym nazwiskiem. Na wzór humanistów europejskich urobił sobie je od języka klasycznego. Za nowe nazwisko przybrał sobie przymiotnik pochodzący od łacińskiej nazwy Mogiły, Clara Tumba (Jasna Mogiła), podpisując się odtąd Stanislaus Claratumbensis, co tłumaczy się jako Stanisław Jasnomogilski (w tradycji polskiej częstszym przypadkiem jest nawiązanie do form średniowiecznych, tj.: Stanisław z Mogiły).
W 1511 wyjechał do Szydłowca, aby pracować tam na zamówienie właściciela miasta, Krzysztofa Szydłowieckiego. Wykonał tam ilustracje i miniatury do księgi genealogicznej rodu (Liber genesos illustris Familiae Shidlovicae). W trakcie tej pracy wykonywał także liczne pomniejsze zlecenia Szydłowieckiego, dekorując tamtejszy kościół farny i zamek. W 1514 przeniósł się wraz z Szydłowieckim do Opatowa, a po jego śmierci (1532) powrócił do Mogiły.
Po powrocie do Mogiły wykonał ilustracje do Modlitewnika Olbrachta Gasztołda, zapisanego w 1528. Tam też Stanisław Samostrzelnik założył w Krakowie własną pracownię, gdzie wykonywał zamówienia patrycjatu miejskiego, duchownych i dworu królewskiego (m.in. Modlitewnik królowej Bony). Dla biskupa Piotra Tomickiego wykonał iluminacje do Katalogu arcybiskupów gnieźnieńskich, mszału, ewangeliarza i pontyfikału wielkoczwartkowego. Ozdobił również modlitewnik królowej Jadwigi, traktat pokojowy z Turcją oraz chorągiew złożoną królowi polskiemu przez Albrechta Hohenzollerna w trakcie hołdu pruskiego (1525). Jest autorem polichromii w opactwie cystersów w Mogile (we wnętrzu kościoła, krużgankach i bibliotece), oraz portretu biskupa Piotra Tomickiego w krużgankach klasztoru franciszkańskiego. W 2019 roku odkryto fragmenty polichromii jego autorstwa w budynku przeoratu i domu opata klasztoru Cystersów w Mogile.
Stanisław Samostrzelnik zmarł w mogilskim opactwie.
Jego imieniem nazwano ulicę w Nowej Hucie.